# Klokkarstua
Klokkarstua è un villaggio della Norvegia, situato nella municipalità di Asker, nella contea di Akershus.